# Łętowo, Zachodniopomorskie
Łętowo [wɛnˈtɔvɔ] (trước đây là Lantow của Đức) là một ngôi làng thuộc khu hành chính của Gmina Sławno, thuộc hạt Sławno, Zachodniopomorskie, ở tây bắc Ba Lan. Nó nằm khoảng 13 kilômét (8 mi) phía đông nam Sławno và 176 km (109 mi) phía đông bắc thủ đô khu vực Szczecin.
Trước năm 1945, khu vực này là một phần của Đức. Đối với lịch sử của khu vực, xem Lịch sử của Pomerania.
Ngôi làng có dân số là 292 người.